# Schistura balteata
Schistura balteata är en fiskart som först beskrevs av Rendahl, 1948.  Schistura balteata ingår i släktet Schistura och familjen grönlingsfiskar. IUCN kategoriserar arten globalt som otillräckligt studerad. Inga underarter finns listade i Catalogue of Life.